# Metaemene atropunctata
Metaemene atropunctata là một loài bướm đêm trong họ Erebidae.